# Spellemannprisen 1978
Der Spellemannpris 1978 war die siebte Ausgabe des norwegischen Musikpreises Spellemannprisen. Die Nominierungen berücksichtigten Veröffentlichungen des Musikjahres 1978. Die Preisverleihung fand am 23. Februar 1979 im Osloer Chateau Neuf statt. Als Moderator war Arve Tellefsen tätig. Den Ehrenpreis („Hedersprisen“) erhielt Erik Bye.

## Gewinner
| Kategorie                                      | Gewinner                  | Werk                                                 |
| ---------------------------------------------- | ------------------------- | ---------------------------------------------------- |
| Folkemusikk/Gammeldans (Volksmusik/Gammeldans) | Sven Nyhus                | Dovregubben danser                                   |
| Instrumental plate (Instrumental-Platte)       | Rolf Andresen             | Forsvaret spiller (Militært 80 manns janitsjarkorps) |
| Jazzplate (Jazzplatte)                         | Laila Dalseth             | Glad there is you                                    |
| Juryens hederspris (Ehrenpreis der Jury)       | Erik Bye                  | –                                                    |
| Klassiske plate (Klassische Platte)            | Knut Nystedt              | Contemporary music from Norway                       |
| Kvinnelig Vokalist (Vokalistin)                | Grethe Kausland           | A taste of…                                          |
| Mannlig Vokalist (Vokalist)                    | Jahn Teigen               | This year’s loser                                    |
| Verbal plate                                   | Harald Heide-Steen junior | Harald Heide Steen jr.                               |
| Viseplate (Weisenplatte)                       | Vårsøg                    | Sola e komma                                         |
| Årets spesialpris (Spezialpreis des Jahres)    | Jan Garbarek              | –                                                    |

## Nominierte
Folkemusikk/Gammeldans
- Hans W. Brimi: Lomsbrua
- Knut Buen: Telemarksvingom
- Sven Nyhus: Dovregubben danser

Instrumental plate
- Frode Thingsnæs: Night sounds
- Rolf Andresen: Forsvaret spiller (Militært 80 manns janitsjarkorps)
- Steinar Ofsdal: Fløytesprell

Jazzplate
- Appaloosa Mainstream Ensemble: Live at down town
- Christiania jazzband: Saturday night function
- Laila Dalseth: Glad there is you

Klassiske plate
- Harry Kvebæk: Sacred music for trumpet and organ
- Knut Nystedt: Contemporary music from Norway
- Ørnulf Boye Hansen: Johan Svendsen, romanser for fiolin og orkester

Kvinnelig Vokalist
- Anita Skorgan: Anita Skorgan
- Grethe Kausland: A taste of…
- Ingrid Elisabeth: Ingrid Elisabeth

Mannlig Vokalist
- Erling Bonde: Tilslørte bondepiker
- Jahn Teigen: This year’s loser
- Jan Høiland: Kjære sjømann

Verbal plate
- Harald Heide-Steen junior: Harald Heide Steen jr.
- Lars Mjøen, Helge Lystad: Rent vanvidd (fra Bedre sent enn aldri)
- Ragnar Dyresen: Prøysen på prosa

Viseplate
- Lars Klevstrand, Guttorm Guttormsen kvintett: Høysang
- Stanley Jacobsen: Tiljer og tusenfryd
- Vårsøg: Sola e komma